# Pelham Horton Box

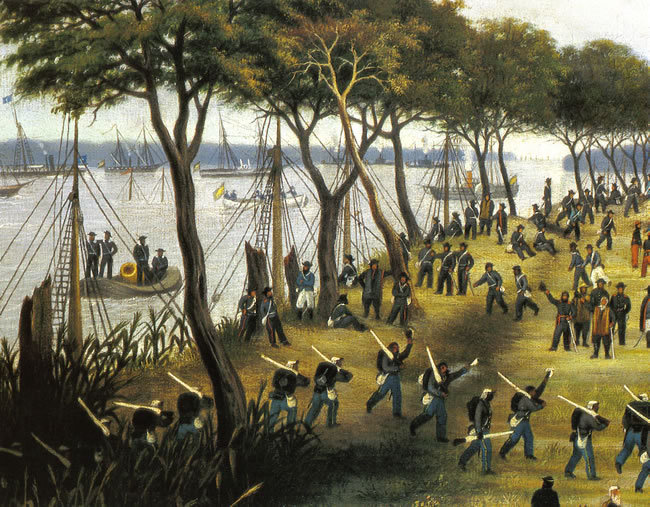
Guerra do Paraguai. A Armada Imperial Brasileira transporta tropas argentinas para uma base avançada no Paraguai. (Cándido López, 1840-1902, detalhe)

Pelham Horton Box (1898-1937) foi um historiador britânico, mais conhecido por seu livro The Origins of the Paraguayan War (1930): o primeiro a tentar descobrir, por meio de uma ampla investigação dos documentos disponíveis, o que causou a guerra mais letal da história sul-americana.
Box foi descrito como um trotskista com senso de humor, mas em geral seu livro não é escrito a partir de uma perspectiva explicitamente marxista. Em sua avaliação, o governante autoritário do Paraguai, Francisco Solano López, era vaidoso, ambicioso, brutal e política e diplomaticamente inepto; mesmo assim, o livro rejeita a teoria do "ditador imprudente" das origens da guerra, segundo a qual López foi o único culpado pelo desastre, e olha para uma teia de causas antecedentes.

## Vida
Pelham Horton Box nasceu em 29 de março de 1898 em Walton-on-the-Naze, Essex, filho de George Herbert Box e Georgiana Beatrice Mary Horton. Sua família, originalmente de Gravesend, Kent, teve uma ascensão significativa: seu pai, inicialmente de origem modesta, se tornou professor renomado e acadêmico.
Box frequentou a Merchant Taylors' School e mais tarde estudou História Moderna na Christ Church, em Oxford. Após servir na Primeira Guerra Mundial, ele obteve uma bolsa para estudar na Universidade de Illinois, onde completou um PhD. Retornou ao Reino Unido para uma carreira acadêmica, destacando-se por sua pesquisa e ensino na Universidade de Bristol.
Conhecido por sua personalidade vibrante e interesses políticos, Box foi descrito como um conversador estimulante e tinha visões trotskistas, embora fosse tolerante com outras opiniões. Admirava figuras como Lênin e Trotsky, além do pensador subversivo Marquês de Sade.
Ele faleceu em 23 de maio de 1937 de peritonite pneumocócica, aos 39 anos, deixando um legado acadêmico e intelectual significativo, apesar de sua morte prematura e não ter se casado.

## Political histories
O primeiro livro de Box (1925) foi Three Master Builders and Another. É uma biografia de quatro líderes proeminentes do início da década de 1920: Lenin, Eleftherios Venizelos, Mussolini e Woodrow Wilson. Resta ao leitor decidir qual dos quatro não construiu nenhuma base política duradoura. Russia (1933) é uma breve história do país desde seus primeiros tempos até o domínio soviético. Escreveu Lind:
A Rússia continuou a fascinar Pelham e a despertar talvez seu mais profundo compromisso político com a sociedade do futuro, que ele percebeu em sua devoção inicial ao comunismo.
As últimas páginas mencionam a ascensão de Stalin, e o Testamento de Lênin, no qual o revolucionário moribundo advertiu que Stalin havia reunido muito poder em suas mãos.

## Guerra do Paraguai

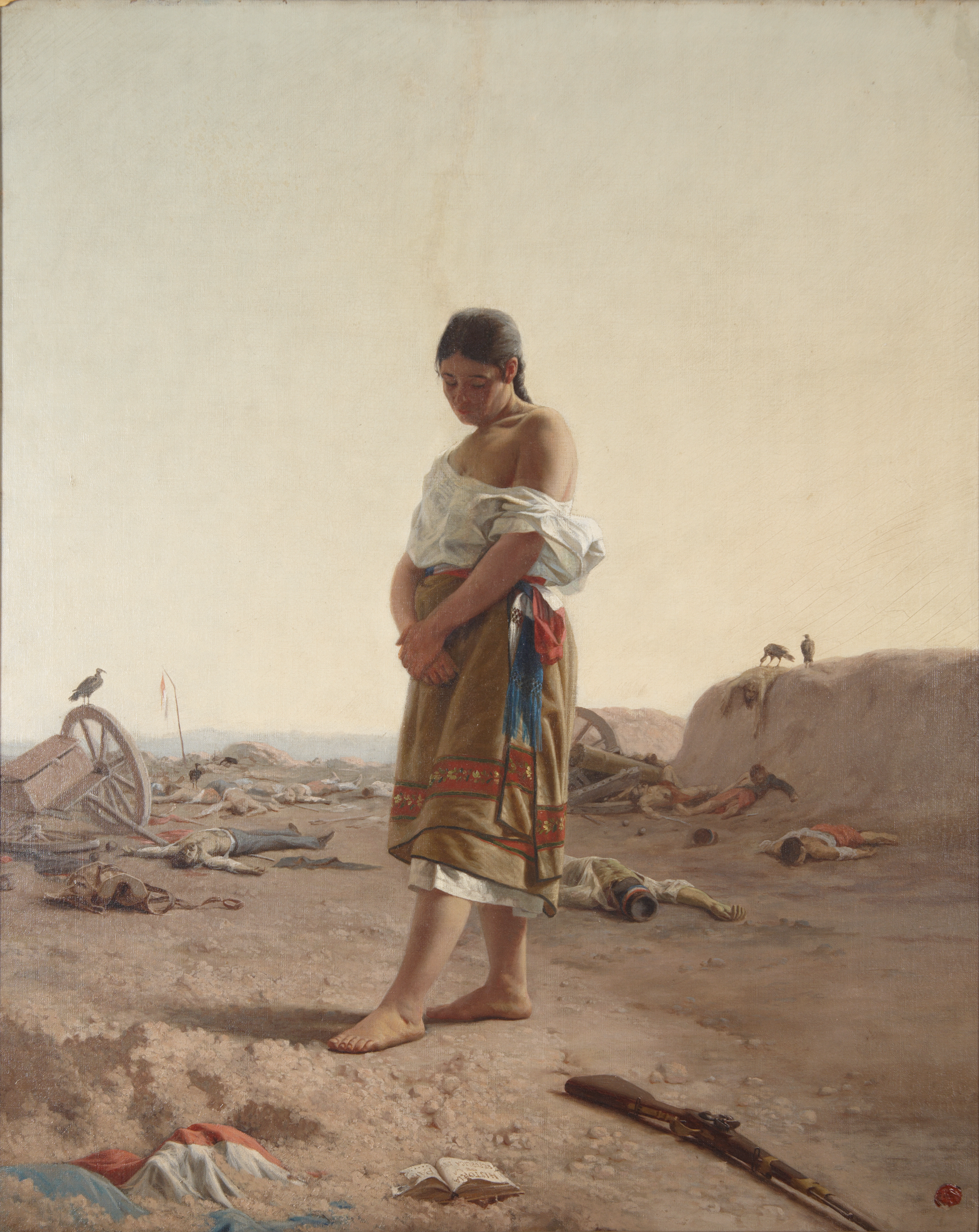
La Paraguaya, simbolizando a devastação total do país. (Juan Manuel Blanes, 1830-1901)

A Guerra do Paraguai (1864-1870), por suas características incomuns, fascinou estudiosos da América Latina; permanece controverso até hoje.
O Paraguai era um país sem litoral, com uma história de manutenção de si mesmo. No entanto, em 1864 – sob a direção de seu novo presidente, Francisco Solano López – declarou guerra ao Império do Brasil, que tinha provavelmente 20 vezes sua população, pelo menos. No ano seguinte, declarou guerra à Argentina também. Não eram meras declarações em papel: a província brasileira de Mato Grosso foi ocupada por um exército paraguaio e sua capital foi saqueada; e na província argentina ocupada de Corrientes, a moeda paraguaia tornou-se obrigatória sob pena de morte.
Ao atacar não só o Brasil, mas a Argentina, o Paraguai levou os dois países a uma aliança militar formal, mesmo que, tradicionalmente, eles fossem inimigos mútuos. Além disso, ao aliar o Brasil à Argentina, o Paraguai deu ao imenso império brasileiro e à sua poderosa marinha o que lhe faltava até então: uma boa base de operações contra o Paraguai. Para Box, esse "acúmulo deliberado de inimigos" foi "o ápice da loucura política".
No Tratado da Tríplice Aliança, Brasil, Argentina e (em boa medida) Uruguai se comprometeram a não depor as armas até que Francisco Solano López fosse deposto.
Apesar das probabilidades, López se recusou a abdicar, e o Paraguai se recusou a desistir, lutando até 1870, quando López foi morto. Em uma estimativa conservadora, o Paraguai perdeu pelo menos um quarto de sua população, principalmente por fome e doenças. A verdadeira taxa de mortalidade pode ter sido muito maior.
Tudo isso parecia exigir uma explicação. A mais popular, a princípio, foi a teoria do "ditador imprudente", segundo a qual o Paraguai havia sido levado à autodestruição por López.

### Origins

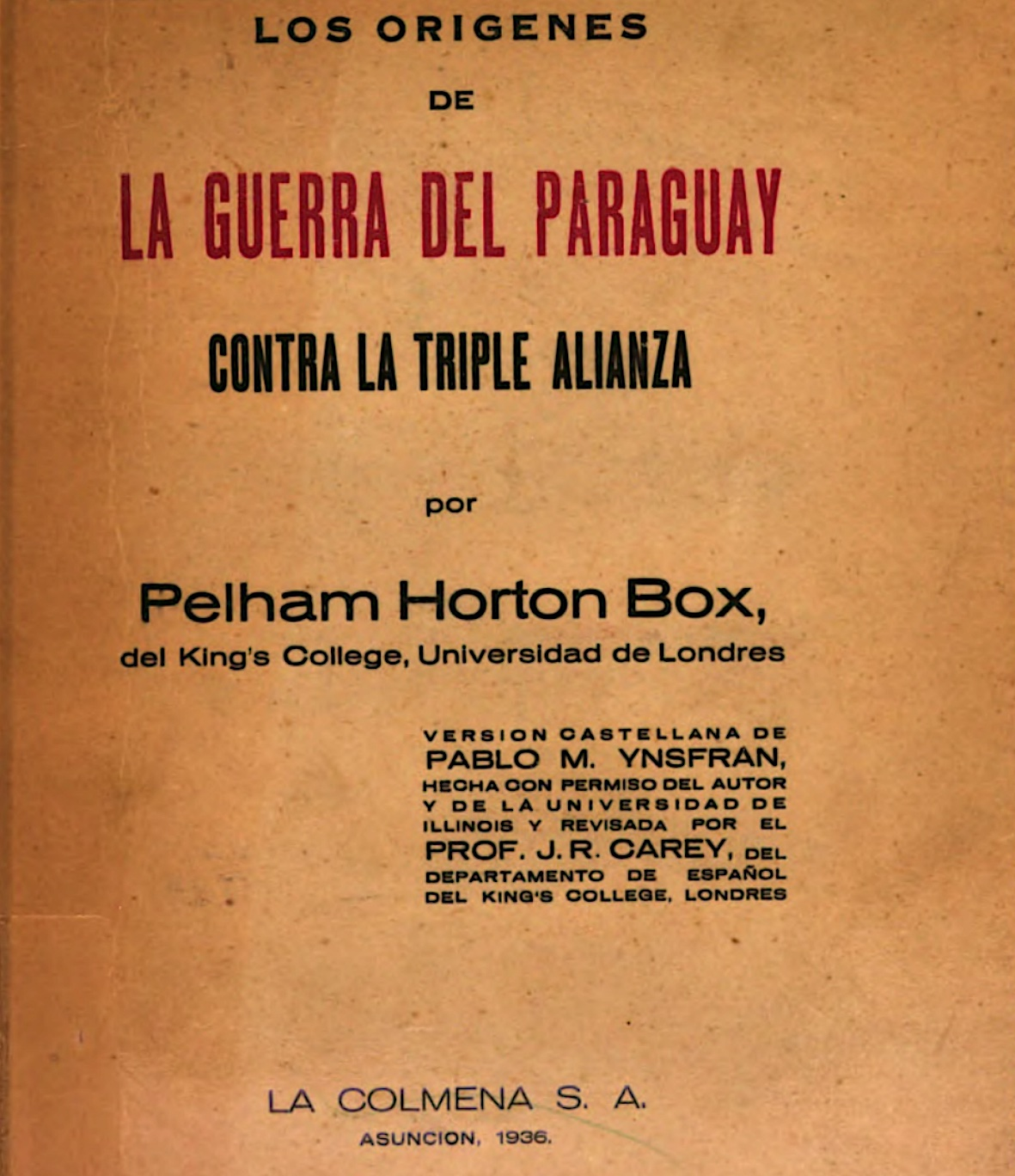
Capa da primeira edição em espanhol (detalhe)

Em The Origins of the Paraguayan War (1930), Box escreveu o primeiro relato sistemático em inglês (e provavelmente, em qualquer idioma) que buscava investigar e reunir as múltiplas causas da guerra examinando as fontes documentais.
O livro de Box, em sua maioria, não é uma tentativa explícita de entender a guerra do Paraguai pelas lentes de uma interpretação marxista da história. É um relato tradicional, predominantemente diplomático, e "a escrita histórica sempre foi suscetível de colocá-lo em seu comportamento mais formal". No entanto, refuta a teoria monocausal do "ditador imprudente".

Box apoiou a visão então convencional de que Francisco Solano López era vaidoso, ambicioso, brutal e política e diplomaticamente inepto.  Ele não minimizou o papel de López no desastre:
É preciso, portanto, dedicar algum tempo à vida e à personalidade de Francisco Solano López, eleito presidente do Paraguai em sucessão a seu pai em outubro de 1862, e cujas fatídicas decisões em novembro de 1864 e março de 1865 precipitaram uma luta de cinco anos de ferocidade desesperada, terminando, após desastres sem precedentes, em sua própria morte violenta, a ruína total da República Paraguaia e o extermínio quase completo do povo paraguaio, as principais vítimas de uma guerra em que, do primeiro ao último, talvez meio milhão de seres humanos pereceram pela espada, pela fome e pela doença. Inevitavelmente devemos nos fazer muitas perguntas sobre esse governante cujo povo o seguiu além do último homem e cujo exército no final tinha meninos de onze e doze nas fileiras e mulheres como suas bestas de carga. 
No entanto, Box rejeitou explicitamente a teoria de que López, ou qualquer homem, causou a guerra.
Não é necessário afirmar que, como todas as interpretações puramente pessoais da história, isso não suportará o teste de um exame atento. 

Disputas territoriais na região da Platina em 1864

"O que emerge mais claramente é o fato de que a guerra germinou na instabilidade política e econômica dos estados do Rio da Prata neste período da história da América do Sul. Os fatores incertos e cambiantes foram Argentina, Uruguai e, em menor medida, Brasil". O complexo conjunto de circunstâncias que ele descreveu remonta profundamente à era colonial. A seguir, um breve resumo do que Box escreveu.
Argentina e Uruguai, e mesmo o Brasil, não eram os Estados-nação estáveis de hoje. Eram entidades fluidas com limites disputados. Ao contrário do Paraguai - onde o governo era obedecido sem questionamentos - eles eram assediados por facções em disputa. Essas facções, que até tinham seus próprios exércitos, não apenas lutavam pelo poder localmente: muitas vezes, buscavam apoio externo, intrometendo-se na política dos países vizinhos para obtê-lo. Na década de 1860, abandonando sua tradicional política isolacionista, o Paraguai deixou-se sugar por esses conflitos regionais.
Além disso, houve grandes disputas de fronteiras internacionais e tensões sobre a navegação de hidrovias internacionais. Indiretamente, a Guerra do Paraguai ajudou a estabilizar a geografia política dessas partes da América do Sul e consolidar a nação argentina.
Um erro grave de cálculo de López foi pensar que, se atacasse a Argentina, seus caudilhos provinciais sairiam do seu lado. Embora alguns o fizessem, o mais importante, Justo José de Urquiza, virtual governante da Província de Entre Rios, não o fez.
Devido à morte prematura de Box, seu livro está agora fora dos direitos autorais, aparentemente em todos os países.